# Prvosenka prostřední
Prvosenka prostřední (Primula × media) je kříženec prvosenky jarní (Primula veris) a prvosenky vyšší (Primula elatior). Morfologicky je přibližně intermediární mezi rodiči.
Kříženec v přírodě vzniká obtížně a to jen tehdy, když mateřskou rostlinou je prvosenka jarní. Prvosenka jarní preferuje sušší prostředí a prvosenka vyšší (Primula elatior) vlhčí prostředí, což je další důvod, proč ke křížení těchto druhů dochází zřídka. Ve Velké Británii je výskyt křížence omezený na divoké populace vyskytující se v mokrých loukách a lesích ve východní části Anglie. Mimo Británii byli nalezení kříženci P. × media také v Československu, Belgii a severní Francii. Populace prvosenky jarní (Primula veris) a prvosenky vyšší (Primula elatior) se příležitostně setkávají na vlhkých loukách nebo v lužních lesích. Experimentální mezidruhoví kříženci mají semena s jen velmi malým obsahem endospermu a zřídka obsahují zárodek. Jen 0,5 % semen získaných z prvosenky jarní × prvosenky vyšší naklíčilo úspěšně, tedy kříženec je jen velmi málo fertilní.